# Thibaud Gaudin

Escudo de armas de Thibaud Gaudin.

Thibaud Gaudin también conocido como Tibaldo Gaudin o de Gaudin (m. 16 de abril de 1292), fue el vigésimo segundo gran maestre de la Orden del Temple.

## Inicios
Los inicios de Thibaud Gaudin en la Orden están cubiertos por un gran misterio. Sin embargo se sabe que era descendiente de una familia noble del área de Chartres o Blois y es seguro que fue iniciado en la Orden antes de 1260. Este dato se conoce porque, según las crónicas, Gaudin fue capturado durante una incursión militar en Tiberíades. También se tiene consciencia de que debido a su gran piedad se le conoció en su tiempo como el "Monje Gaudin".
En 1279 Gaudin fue ascendido al puesto de Preceptor de la Tierra de Jerusalén, el cuarto puesto más importante en la jerarquía Templaria.

## El desastre del Temple
Cuando, durante la Caída de Acre, Guillermo de Beaujeu fue herido mortalmente, Pedro de Sevrey, Mariscal de la Orden, tomó el mando de las tropas y encabezó la defensa. La noche del 24 de mayo, perdidas todas las esperanzas, Pedro de Sevrey, ordenó a Thibaud Gaudin, por entonces Tesorero de la Orden (aunque otras fuentes indican que por aquel entonces era gran comendador), llevar el tesoro templario a Sidón. Antes de zarpar Thibaud embarcó consigo algunos ciudadanos distinguidos, así como un gran número de no combatientes.
El 29 de mayo, cuando Acre quedó bajo dominio de Jalil, el ejército mameluco puso sitio a la inexpugnable ciudad de Tiro, muchos años antes Saladino había intentado asediarla en dos ocasiones, fracasando en ambas. Sin embargo, el gobernador designado por Amalarico, hermano del Rey, Adán de Cafran se sintió intimidado ante el ejército mameluco y huyó a Chipre, dejando la ciudad a merced del enemigo.
En Sidón los templarios no estaban dispuestos a abandonar la ciudad sin luchar, Thibaud Gaudin custodiaba el Tesoro de la Orden tras los muros de la ciudad y los caballeros supervivientes le habían nombrado sucesor de Guillermo de Beaujeu. Por un mes ningún enemigo se apareció ante las puertas de la ciudad, pero a finales de junio, una densa polvareda comenzó a levantar desde el sureste. Según las batidas de reconocimiento, tal polvareda era efecto de la marcha de un enorme ejército comandado por el emir al-Shujai. Los caballeros en Sidón eran muy pocos como para defender la plaza, por lo que se retiraron al Castillo del Mar, escoltando consigo a algunos de los ciudadanos más notables de la ciudad, y suficientes víveres como para aguantar un prolongado asedio.

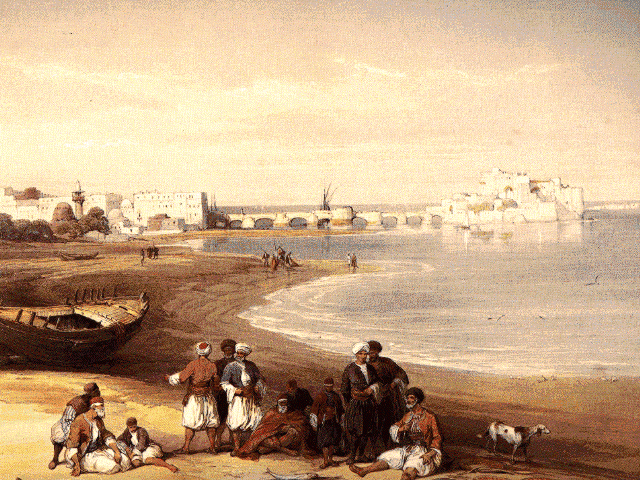
El Castillo del Mar en Sidón.

El castillo del Mar era una fortaleza que se encontraba a poco más de mil metros de la costa, conectada a tierra por un bulevar fortificado. Tanto el castillo como la pasarela fortificada habían sido reforzados recientemente.
Una vez que hubo organizado la defensa y dejado a los templarios al mando de algún caballero distinguido, Thibaud partió hacia Chipre con la intención de reclutar tropas que pudiesen apoyar a la guarnición de Sidón (o al menos eso fue lo que argumentó al zarpar de Palestina). Pero una vez en Chipre el gran maestre no hizo nada, bien por cobardía o por desesperación. 
Los templarios que quedaron defendiendo el castillo se batieron valientemente cuando les llegó su turno, pero sus esperanzas sucumbieron cuando los ingenieros del ejército mameluco comenzaron a tender una pasarela que cruzase el mar. Adelantándose a la carnicería por venir embarcaron y zarparon rumbo a Tortosa. El 14 de julio al-Shujai entró en el castillo y siguiendo las órdenes de Jalil ordenó su destrucción.
Posteriores a Sidón fueron las tomas de Beirut (21 de julio de 1291), Haifa (30 de julio) y la matanza de monjes en el Monte Carmelo.
Aún quedaban los dos castillos templarios de Tortosa y Athlit, pero ninguno estaba lo suficientemente guarnecido como para resistir un asedio. Razón por la cual Thibaud Gaudin decidió evacuarlas, abandonando Tortosa el 3 de agosto y Athlit el 14 de agosto. Todo lo que ahora quedaba a los templarios era la isla-fortaleza de Rwad o Arwad a dos kilómetros y medio de la costa, frente a Tortosa.
Esta pequeña isla todavía permaneció doce años bajo poder cruzado.

## Últimos días y muerte
Para sustituir a Pedro de Sevrey, Thibaud nombró a Jacques de Molay como el nuevo Mariscal de la Orden.
El resto de sus días los pasó en Chipre, con una salud cada vez más deteriorada a causa de la inminente caída del Temple, de la que Gaudin se sentía (y era en parte) culpable. Durante el resto de su mandato los templarios no volvieron a poner un pie en Tierra Santa. Thibaud Gaudin falleció el 16 de abril de 1292.
A finales de 1292 le sucedió Jacques de Molay, que sería el último gran maestre del Temple.
| Predecesor: Guillermo de Beaujeu | Gran maestre de la Orden del Temple 1291 - 1292 | Sucesor: Jacques de Molay |